# EuroSpeedway Lausitz

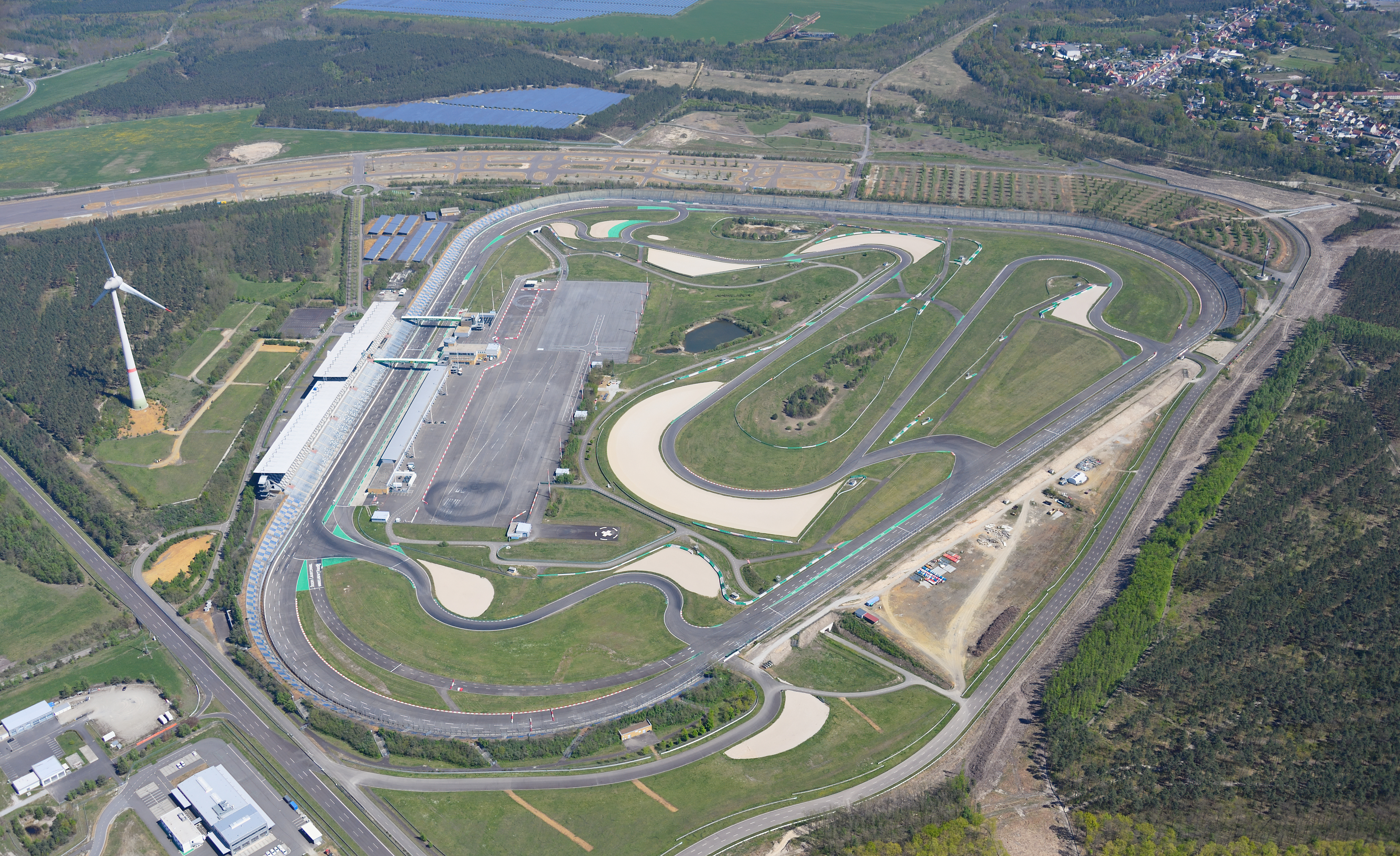
Vista aérea

EuroSpeedway Lausitz (hasta finales de 2003: Lausitzring) es un autódromo ubicado en el distrito de Oberspreewald-Lausitz, Alemania. El circuito recibe a categorías internacionales como el Campeonato Mundial de Superbikes, el Campeonato FIA GT, la Fórmula 3 Euroseries, el A1 Grand Prix y la World Series by Renault, así como las locales Deutsche Tourenwagen Masters y Campeonato de Alemania de Fórmula 3.
Además de varias configuraciones mixtas de 3200 hasta 4535 metros de longitud, Lausitz incluye un óvalo triangular de 3200 metros, creado para recibir a la CART en los años 2001 y 2003. A un lado del triángulo existe un segundo óvalo de 11.300 metros, compuesto de dos curvas fuertemente peraltadas y varias chicanes a lo largo de las rectas, que se usa como pista de pruebas.
Ya que la sección interna es casi completamente plana, los espectadores de las tribunas perimetrales pueden ver todo el circuito, se utilice el óvalo o las variantes mixtas.
En su primer año de actividad, tres pilotos tuvieron accidentes graves: Michele Alboreto murió al chocar su Audi R8 LMP en abril de 2001, un agente de pista falleció al ser atropellado por un turismo en mayo y Alex Zanardi perdió las piernas al chocar un CART en el óvalo en septiembre. Desde entonces, no ha habido accidentes de tal magnitud.